# Virupaksha I
Virupaksha Raya (1404-1405) fue el cuarto emperador del Imperio Vijayanagara, y miembro de la Dinastía Sangama.
La muerte de Harihara II sorprendió a los tres príncipes: ni Deva Raya I, ni Bukka Raya II ni Virupaksha Raya tenían suficientes apoyos para presentarse como el heredero legítimo, por lo que se disputaron el trono. Virupaksha logró hacerse con el control durante unos pocos meses hasta que fue asesinado por sus propios hijos, que entronizaron a su tío Bukka Raya II, hasta que en un plazo de apenas dos años Deva Raya I le hizo seguir el mismo destino que a su hermano mayor.
El reinado de Virupaksha duró sólo unos pocos meses, por lo que bajo su mando el Imperio no vivió grandes cambios. Aun así, Virupaksha no se caracterizó por su habilidad como político o guerrero: según las crónicas de Fernão Nunes, el emperador era una persona cruel, a quien “sólo le importaban las mujeres y beber hasta perder el sentido”. La dejadez en sus deberes como emperador, sumado a la situación de inestabilidad interna, llevó al imperio a perder grandes extensiones de terreno a manos de los musulmanes del norte, incluyendo plazas como Goa, Chaul y Dabhol.
| Predecesor: Harihara II | Rajá de Vijayanagara 1404 - 1405 | Sucesor: Bukka Raya II |

- Datos: Q2336306